# Luis Taboada
Luis Taboada y Coca (Vigo, 6 de octubre de 1848-Madrid, 18 de febrero de 1906) fue un periodista, humorista y escritor español.

## Biografía

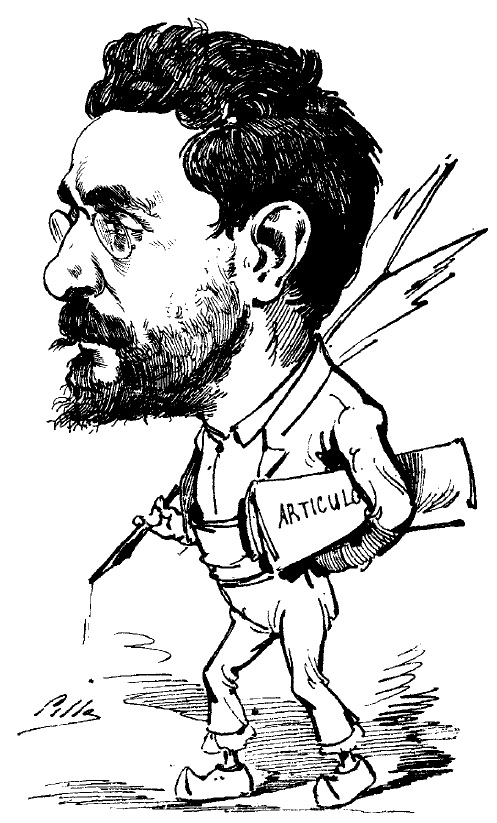
Caricatura de Taboada en Madrid Cómico.

Estudió enseñanza media en Pontevedra y trabajó en los Ministerios del Interior y de Obras Públicas como secretario particular de Ruiz Zorrilla, de Nicolás María Rivero y de Eduardo Chao. Seguía la ideología del Partido Democrático y con sus obras cómicas llegó a alcanzar una popularidad impresionante en su época, no sólo en España, sino en Hispanoamérica; en algunas encuestas incluso superó en fama a los humoristas Vital Aza, Eusebio Blasco, Juan Pérez Zúñiga y Sinesio Delgado. En 1899 escribía «En Vigo, donde nací, hice mis primeras armas periodísticas escribiendo en La Oliva, La Concordia y El Faro y en El Meteoro, semanario satírico republicano sanguinolento, del que fui fundador».
Escribió crónicas para Madrid Cómico y artículos costumbristas en Nuevo Mundo, El Imparcial, El Duende, ABC y Blanco y Negro; a veces usó el pseudónimo de Juan Balduque. Colaboró asimismo en La Ilustración Española y Americana de Madrid, La Ilustración Ibérica de Barcelona, La Ilustració Catalana,  La Ilustración Gallega y Asturiana, El Cascabel, Barcelona Cómica, El Gato Negro, El Meteoro (Vigo, 1903), Miscelánea, Los Niños, Vida Galante, Satiricón, Pluma y Lápiz, Actualidades y Cosmopolita (1904). En El Miño publicó una serie de poemas titulada Gorgoritos. En 1878 estrenó su primera comedia, Afinador y mártir, en Madrid. 
Como narrador atacó con humor e ingenio a la clase media madrileña, cuya inagotable cursilería fustigó como nadie, llegando en ocasiones a lo grotesco. Compuso volúmenes de relatos (Errar el golpe, 1885; Madrid de broma, 1890; Memorias de un autor festivo, 1900) y novelas (La viuda de Chaparro, 1906; Pescadero, a tus besugos, 1906). Póstumos aparecieron los siguientes libros suyos: Chamorro (novela), Para reír toda la vida (1906), Pellejín (1910), Historia cómica de España (2 vols., 1911, 1912) y Oráculos del matrimonio (1906). Escribió además una autobiografía, Intimidades y recuerdos.

## Obras
- Afinador y mártir (1878), comedia.
- Errar el golpe (1885)
- Los ridículos (1891)
- Madrid en broma (1891-92)
- La vida cursi (1892)
- Rayos de Sol (1892) con Julián Bastinos
- Titirimundi (1892)
- Siga la fiesta (1892)
- Caricaturas (1892)
- Páginas alegres (1893)
- El mundo festivo (1894)
- Madrid alegre (1894)
- La joven América (1894)
- Intimidades de un autor festivo (1894)
- La joven América: Juguete cómico en un acto y en prosa (1894), con Félix González Llana
- Cursilones (1895)
- Viajes de placer, (1895).
- Perfiles cómicos (1897)
- Colección de tipos (1898)
- La viuda de Chaparro (1899, novela)
- Notas alegres (1900)
- Crónicas alegres (3 vols., 1900, 1901-02, 1903-04)
- Los cursis (1903)
- Portugal en broma (1904)
- Pescadera a tus besugos (novela, 1905)
- Las de Cachupín (novela, 1905)
- La vida en broma (1905).
- Chamorro (novela)
- Para reír toda la vida (1906)
- Pellejín. Historia de un diputado de la mayoría (1910)
- Historia cómica de España (2 vols., 1911, 1912)
- Oráculos del matrimonio (1906).
- Emilio Castelar y Luis Taboada, Un viaje à París durante el establecimiento de la República, La Ilustración Gallega y Asturiana, 1880.
- París y sus cercanías: Manual del viajero, 1880.
- Trop de Zéle
- Clamores justos
- Epigramas
- Don Gil allá en el Brasil.